# NGC 4662
NGC 4662 (również PGC 42904 lub UGC 7917) – galaktyka spiralna z poprzeczką (SBbc), znajdująca się w gwiazdozbiorze Psów Gończych. Odkrył ją William Herschel 17 marca 1787 roku. Należy do galaktyk Seyferta.